# Lijst van rijksmonumenten in Stavenisse
De plaats Stavenisse telt 11 inschrijvingen in het rijksmonumentenregister. Hieronder een overzicht.
| Object                                                         | Oorspronkelijke functie?  | Bouwjaar             | Architect     | Locatie                      | Coördinaten?                 | Nr.?   | Afbeelding                                                     |
| -------------------------------------------------------------- | ------------------------- | -------------------- | ------------- | ---------------------------- | ---------------------------- | ------ | -------------------------------------------------------------- |
| Toren der Nederlands Hervormde Kerk                            | Kerk en kerkonderdeel     | 1672                 |               | Van de Leck de Clercqplein 4 | 51° 35' 11" NB, 4° 0' 43" OL | 35401  | Meer afbeeldingen                                              |
| Stavenisser Molen                                              | Industrie- en poldermolen | 1801                 |               | Molendijk 72                 | 51° 35' 23" NB, 4° 0' 40" OL | 35402  | Meer afbeeldingen                                              |
| Pand met gecementeerde puntgevel, oorspronkelijk een trapgevel | Woonhuis                  | 17e eeuw (oorsprong) |               | Voorstraat 17                | 51° 35' 14" NB, 4° 0' 44" OL | 35403  | Pand met gecementeerde puntgevel, oorspronkelijk een trapgevel |
| Pand met tuitgevel aan de voorstraat                           | Woonhuis                  | 1656                 |               | Voorstraat 28                | 51° 35' 14" NB, 4° 0' 46" OL | 35404  | Pand met tuitgevel aan de voorstraat                           |
| Pand met trapgevel                                             | Woonhuis                  | 1716                 |               | Voorstraat 29                | 51° 35' 15" NB, 4° 0' 45" OL | 35405  | Meer afbeeldingen                                              |
| De Stove, raadhuis                                             | Overheidsgebouw           | 1868                 |               | Voorstraat 42                | 51° 35' 16" NB, 4° 0' 47" OL | 35406  | De Stove, raadhuis                                             |
| Nederlands Hervormde Kerk                                      | Kerk en kerkonderdeel     | 1910                 | Hendrik Jesse | Van de Leck de Clercqplein 2 | 51° 35' 11" NB, 4° 0' 44" OL | 35407  | Meer afbeeldingen                                              |
| Fundering kasteel                                              | Kasteel, buitenplaats     | 16e eeuw             |               | Het Bos                      | 51° 35' 12" NB, 4° 0' 54" OL | 35408  | Fundering kasteel                                              |
| Kleine, eenvoudige, traditionele arbeiderswoning               | Woonhuis                  | 1883                 |               | Buurtweg 8                   | 51° 35' 27" NB, 4° 1' 19" OL | 496090 | Upload foto                                                    |
| Post- en Telegraafkantoor                                      | Overheidsgebouw           | 1921                 |               | Poststraat 2                 | 51° 35' 9" NB, 4° 0' 43" OL  | 496118 | Upload foto                                                    |